# Соротска низија
Соротска низија (рус. Соротская низина) алувијална је равница и микроцелина простране Источноевропске равнице (у њеном северозападном делу). Налази се у централном делу Псковске области, на крајњем западу европског дела Руске Федерације. Територијално се простире преко Пушкиногорског, Новоржевског, Бежаничког и делом Дедовичког рејона.
Централним делом Соротске низије протиче река Сорот, једна од најважнијих десних притока реке Великаје (припада басену реке Нарве и Балтичког мора). Низија је стешњена између јужних обронака Судомског побрђа на северу и северних обронака Бежаничког побрђа на југу. На западу постепено прелази у знатно пространију Псковску равницу, док се на истоку наставља на Прииљмењску депресију.
Рељеф Соротоске низије доста је раван и лежи на надморским висинама између 60 и 110 метара. Најважније притоке Сорота на подручју низије су Уда и Љста.
Најважнији урбани центри на овом подручју су градови Новоржев и Пушкинскије Гори у близини ког се налази музеј Михајловско посвећен Александру Пушкину.